# 댕기물떼새

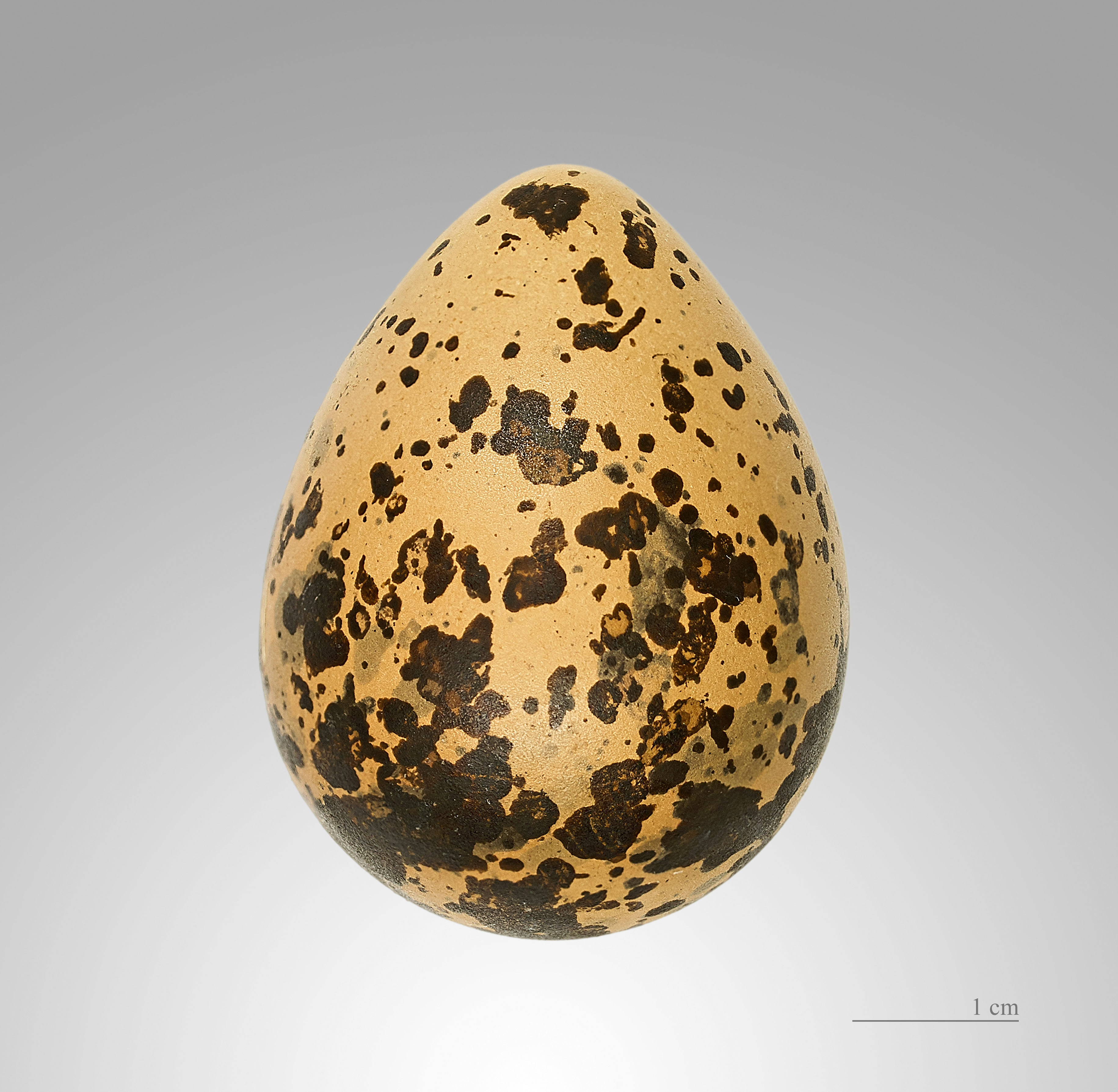
알

댕기물떼새(Vanellus vanellus, northern lapwing, peewit, pewit, tuit, tew-it, green plover, lapwing)는 물떼새과에 속하는 조류이다.
이 새의 총 길이는 28–33 센티미터 (11–13 인치)이고 날개 길이는 67–87 센티미터 (26–34 인치), 몸무게는 128–330 그램 (4.5–11.6 온스)이다.
몸빛은 머리·목·윗가슴은 검은색, 등은 붉은빛을 띤 금녹색, 얼굴과 가슴 아래는 흰색이다. 겨울에는 가슴 윗부분이 흰색으로 변한다. 둥지가 위협을 당하면, 다리를 절어 다친 것처럼 하는 의상행동으로 적을 둥지에서 멀리 유인하여 쫓아버린다. 초원이나 물가에 50여 마리씩 떼를 지어 다니며 곤충·잡초씨 등을 먹는다.
유라시아대륙의 온대지역에서 아한대지역에 걸쳐 번식하며 우리나라·일본·대만에서 월동한다.